# VIA Technologies
VIA Technologies är ett taiwanesiskt företag skapat 1987. VIA tillverkar integrerade kretsar, moderkortschippar, CPU:er och minnen. VIA tillverkar också WonderMedia-serien. En populär serie processorer som sitter i många budget-surfplattor.